# Aichi E13A
Aichi E13A (яп. 零式水上偵察機, Розвідувальний гідролітак морський Тип 0 модель 1) — серійний гідролітак Імперського флоту Японії періоду Другої світової війни.
Кодова назва союзників — «Джейк» (англ. Jake).

## Історія створення
Восени 1937 року дальній поплавковий розвідник Kawanishi E7K був знятий з виробництва як застарілий. Йому на зміну мав прийти Mitsubishi F1M, проте конструкторам ніяк не вдавалось довести цей літак до вимог технічного завдання. Командування ВПС Імперського флоту Японії зрозуміло, що перед початком великої війни флот залишився без сучасного розвідника. Тому було сформоване технічне завдання «12-Shi» на побудову ближнього двомісного розвідника-гідроплана. У конкурсі взяли участь фірми Aichi (проект Aichi E12A), Nakajima (проект Nakajima E12N) та Kawanishi (проект E12K). Наприкінці 1937 року технічне завдання було змінене. Екіпаж мав складатись з 3 чоловік, а радіус дії суттєво зріс. Оцінивши свої можливості, Kawanishi зосередилась на тримісній машині, Nakajima — на двомісній, і тільки Aichi продовжувала розробляти два літаки.
На фірмі Aichi розробкою літака займався колектив конструкторів під керівництвом Кісіро Мацуо, який розробляв також двомісний літак E12A. Тому E13A зовні нагадував E12A, але мав більші розміри. Це був двопоплавковий низькоплан з крилом, яке складалось для зручності розміщення на кораблях. Він був оснащений двигуном Mitsubishi Kinsei 43 потужністю 1 080 к.с. На заводських випробуваннях в кінці 1938 року E13A показав характеристики, набагато кращі за E12A, тому від розвитку двомісного літака вирішили відмовитись.
На порівняльних випробуваннях E13A переміг конкурента Kawanishi E13K і у грудні 1940 року був прийнятий на озброєння під назвою «Розвідувальний гідролітак морський Тип 0 модель 1» (або «E13A1»). Виробництво літаків було розгорнуте на фірмі Aichi, яка до 1942 року виготовила 133 літаки. Надалі їй було доручено зосередитись на виготовленні пікіруючих бомбардувальників Aichi D3A та Yokosuka D4Y, і літаки E13A виготовлялись на фірмі Watanabe (майбутня Кюсю). Також у невеликих кількостях E13A виготовлявся на 11-му арсеналі флоту в Хіро.
Всього було виготовлено 1 418 літаків усіх модифікацій, таким чином, E13A став наймасовішим японським гідролітаком.
Протягом усього часу виготовлення в конструкцію літака не вносилось серйозних змін. Модифікації 1944 року відрізнялись наявністю досконалішим радіообладнанням («E13A1a Модель 11А»), наявністю примітивного пошукового радара («E13A1b Модель 11B»). Для нічних польотів встановлювали гасники полум'я, для знищення американських торпедних катерів — 20-мм гармату у рухомій установці під фюзеляжем. Деякі літаки були оснащені магнітним детектором для пошуку підводних човнів, але він був ефективний, коли літак летів на висоті не вище 10 м від поверхні води.

## Тактико-технічні характеристики

### Технічні характеристики
- Екіпаж: 3 особи
- Довжина: 11,31 м
- Висота: 7,40 м
- Розмах крила: 14,50 м
- Площа крила: 36,00 м²
- Маса пустого: 2 642 кг
- Маса спорядженого: 3 640 кг
- Максимальна маса зльоту: 4 000 кг
- Навантаження на крило: 101.1 кг/м²
- Двигун: 1 х Mitsubishi Kinsei 43
- Потужність: 1 080 к. с.
- Питома потужність: 3.4 кг/к.с.

### Льотні характеристики
- Максимальна швидкість: 375 км/г
- Крейсерська швидкість: 220 км/г
- Практична дальність: 2 100 км
- Практична стеля: 8 700 м
- Швидкість підйому: на 3 000 м за 6 хв. 5 с.

### Озброєння
- Кулеметне: 1 × 7,7 мм кулемет «Тип 92»
- Бомбове навантаження: до 250 кг бомб

## Модифікації

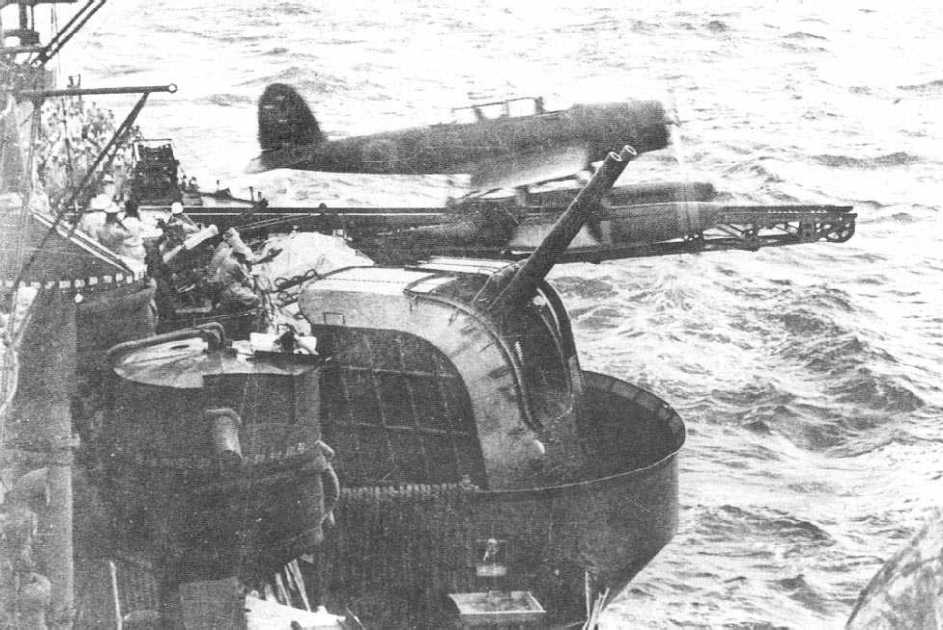
E13A запускається з борту великого крейсера Ашіґара

- E13A1 — прототип та базова версія
- E13A1-K — навчальний варіант з подвійним керуванням
- E13A1a — модифікація з покращеним радіообладнанням
- E13A1a-S — модифікація для нічного використання
- E13A1b — модифікація з пошуковим радаром
- E13A1b-S- модифікація з пошуковим радаром для нічного використання
- E13A1c — протикорабельна модифікація 20-мм гарматою «Тип 99»

## Історія використання

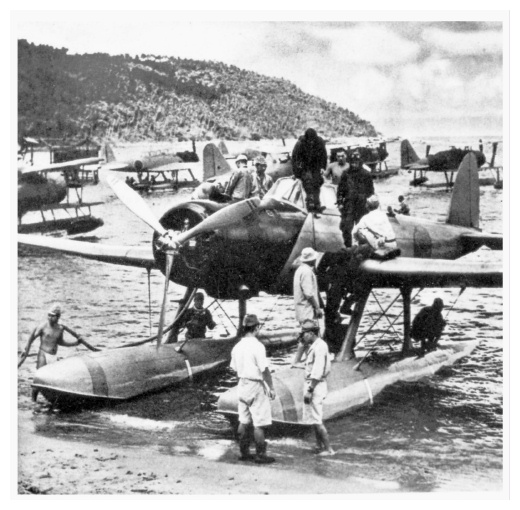
E13A на одній з острівних баз

Перше використання літаків E13A відбулось в Китаї у 1941 році. Стартуючи з катапульт важких військових кораблів та плавучих баз гідролітаків, E13A здійснювали прикриття свої кораблів, а також завдавали бомбових ударів по залізниці Кантон-Ханькоу.
Під час Гавайської операції E13A з важких крейсерів 8-го загону крейсерів «Тоне» та «Тікуна» здійснювали розвідувальні польоти над якірною стоянкою Лахайна Роадс (за 80 миль на захід від Оаху, де, як вважали японці, знаходяться американські авіаносці) та базою ВМС США у Перл-Харборі. Результати цієї розвідки дозволити японській палубній авіації успішно виконати свою задачу. З цього часу літаки E13A, які діяли з кораблів та морських баз, брали участь у бойових діях практично всюди, де з'являвся японський флот. 
Під час битви за Мідвей через проблеми з катапультою виникла затримка із стартом одного із чотирьох E13A, випущених на пошуки американських авіаносців на світанку 4 червня 1942 року, що позбавило японців необхідної ініціативи у самому початку битви. Один з літаків E13A з крейсера «Тікуна» через проблеми з двигуном змушений був передчасно повернутись, скоротивши район пошуків. Ще один розвідник з крейсера «Тоне», урешті-решт помітивши американський флот, через проблеми з радіоапаратурою не зміг вчасно повідомити про це, що викликало подальшу 30-хвилину затримку з підготовки японських літаків до зльоту. Коли американці запустили першу хвилю своїх ударних літаків, вони застали японські авіаносці «Акаґі», «Каґа», «Хірю» та «Сорю» з літаками на палубах, які тільки готувались до зльоту.
У другій половині війни літаки E13A продовжували використовуватись як розвідники, але при перевазі американської авіації несли серйозні втрати. Часто літак, який помітив американські кораблі, встигав тільки передати координати кораблів, після чого був збитий.
Під час битви у Філіппінському морі за відсутності радарів саме літаки E13A використовувались для пошуку американських кораблів. Але через проблеми з технікою та помилки пілотів часто передавалась недостовірна інформація, внаслідок чого удари японських літаків здійснювались нескоординовано, часто по другорядних цілях, а часом ударні групи японських літаків взагалі не знаходили американські кораблі. В результаті з 440 літаків, які були у японців до битви, в Японію повернулось тільки 35 ударних літаків. З 43 бортових гідролітаків уціліло лише 15, і з них лише два E13A.
Крім дій у складі ударних з'єднань, літаки E13A діяли з наземних та острівних баз та ескортних авіаносців. Незважаючи на непротектовані паливні баки, відсутність бронезахисту екіпажу та слабке оборонне озброєння, E13A завдяки непоганим характеристикам та великій тривалості польоту стали вдалими розвідувальними та патрульними літаками. При слабкій протидії противника E13A використовувались як бомбардувальники. Крім того, E13A виконували рятувальні операції, супроводжували конвої, а наприкінці війни використовувались для атак камікадзе.
У післявоєнний час п'ять літаків E13A використовувались французькою морською авіацію в Індокитаї, здійснюючи патрульні та зв'язкові польоти. Останній літак був списаний у 1947 році.
Шість літаків були передані Таїланду. Один був знищений влітку 1945 року під час нальоту авіації союзників, решта використовувались до 1948 року.
Незважаючи на велику кількість випущених літаків, до нашого часу вцілів один екземпляр. Він був знайдений на дні моря поблизу Кавієнгу і зараз перебуває на реставрації в музеї у японському місті Сацума.

## Оператори

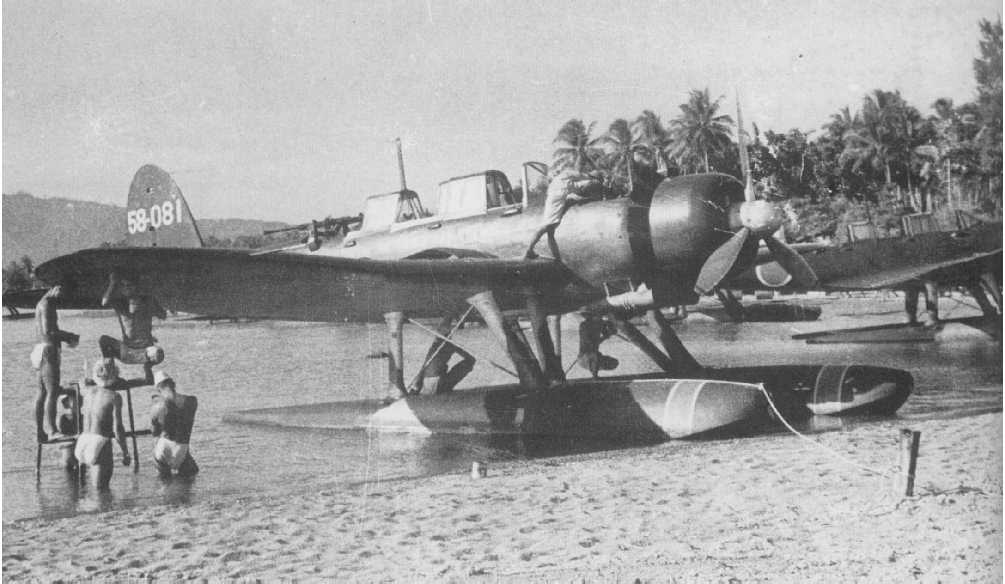
E13A на острівній базі.

Японська імперія
- Авіація імперського флоту Японії
  - 5-ий авіазагін ВПС
  - 7-ий авіазагін ВПС
  - 19-ий авіазагін ВПС
  - 21-ий авіазагін ВПС
  - 36-ий авіазагін ВПС
  - 40-ий авіазагін ВПС
  - 901-ий авіазагін
  - 932-ий авіазагін
  - 955-ий авіазагін
  - Гідроавіаносець Тітосе
  - Гідроавіаносець Тійода
  - Гідроавіаносець Камікава Мару

 Франція
- Повітряні сили Франції

 Таїланд
- Повітряні сили Таїланду

## Галерея
Літак E13A на дні моря поблизу Кавієнгу.

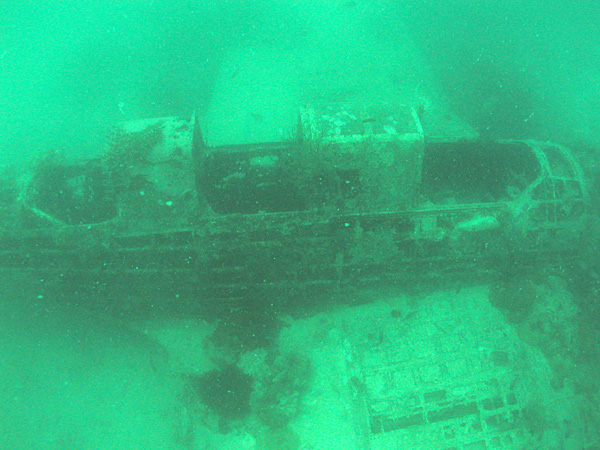
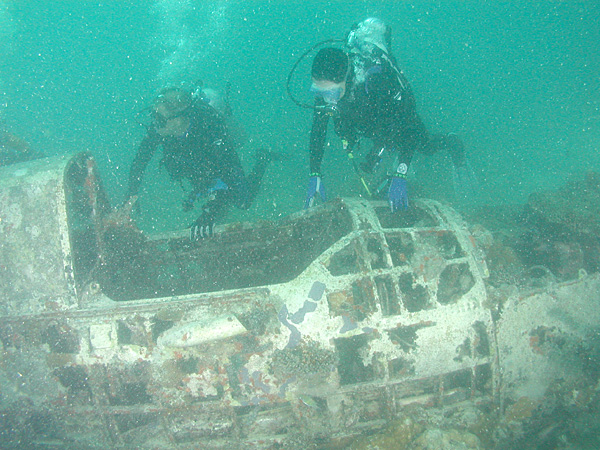
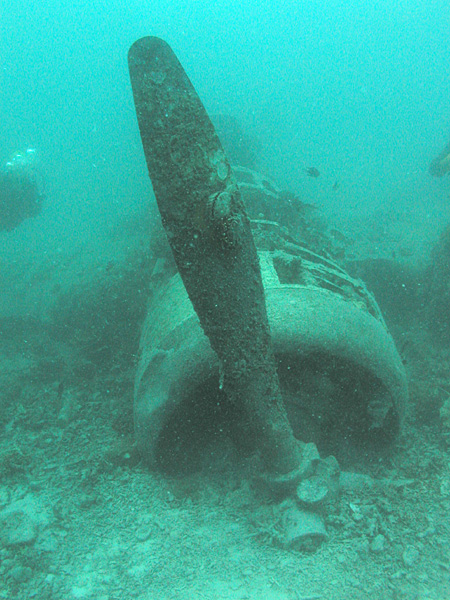
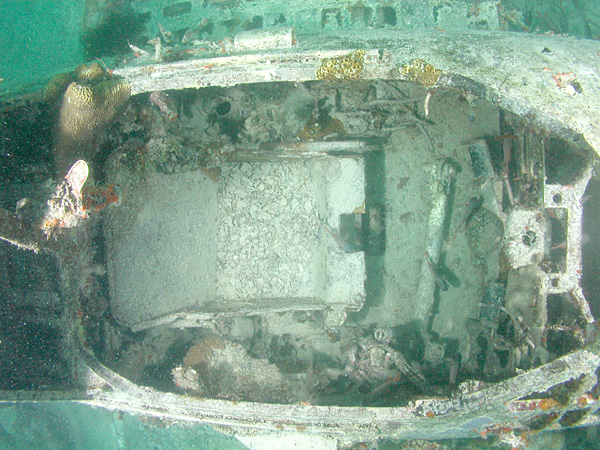
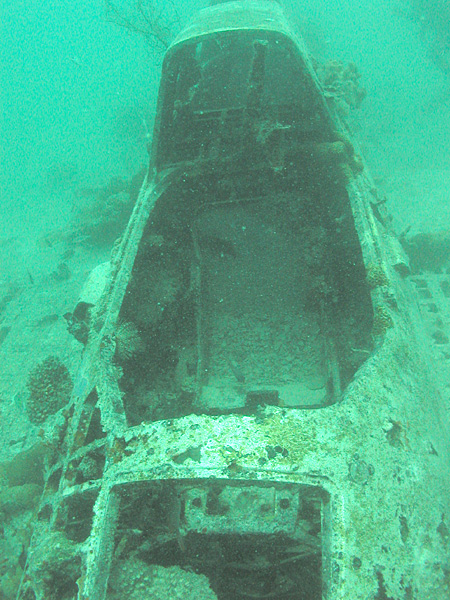